# Talloires
Talloires is een plaats en voormalige gemeente in het Franse departement Haute-Savoie (regio Auvergne-Rhône-Alpes) en telt 1469 inwoners (2005). De plaats maakt deel uit van het arrondissement Annecy. De gemeente is op 1 januari 2016 samengegaan met Montmin in de gemeente Talloires-Montmin.

## Geografie
De gemeente ligt aan het Meer van Annecy. De oppervlakte van Talloires bedraagt 20,8 km², de bevolkingsdichtheid is 70,6 inwoners per km².
De onderstaande kaart toont de ligging van Talloires met de belangrijkste infrastructuur en aangrenzende gemeenten.

## Demografie
Onderstaande figuur toont het verloop van het inwonertal (bron: INSEE-tellingen).